# 14 km (obwód moskiewski)
14 km (ros. 14 км) – przystanek kolejowy w miejscowości Elektrogorsk, w rejonie pawłowskoposadzkim, w obwodzie moskiewskim, w Rosji. Położony jest na linii Pawłowskij Posad – Elektrogorsk.